# Copa de Europa de baloncesto 1976-77
La vigésima edición de la Copa de Europa de Baloncesto fue ganada por el equipo israelí del Maccabi Elite , que lograba su primer título, derrotando en la final al Mobilgirgi Varese italiano, que accedía a la final, disputada en el Pionir Hall de Belgrado, por octava vez consecutiva.
La competición estuvo rodeada de polémica, ya que el campeón logró dos victorias en la fase semifinal ante dos equipos del bloque soviético, el CSKA Moscú y el Spartak-Zbrojovka Brno, que se negaron a jugar en Israel, disputando los partidos como visitante en canchas neutrales de Bélgica.

## Fase de grupos de cuartos de final
Los equipos se dividieron en seis grupos de 4 equipos cada uno, jugando un sistema de todos contra todos, en el que el primero de cada uno se clasificaría para la fase de semifinales.
|  | Los dos primeros acceden a semifinales |

|    | Equipo            | Par. | Pts. | G | P | PF  | PC  | PD   |
| -- | ----------------- | ---- | ---- | - | - | --- | --- | ---- |
| 1. | Mobilgirgi Varese | 6    | 11   | 5 | 1 | 539 | 458 | +81  |
| 2. | 04 Leverkusen     | 6    | 10   | 4 | 2 | 558 | 489 | +69  |
| 3. | Eczacıbaşı        | 6    | 9    | 3 | 3 | 484 | 528 | -44  |
| 4. | T71 Sanichaufer   | 6    | 6    | 0 | 6 | 402 | 508 | -106 |

|    | Equipo                  | Par. | Pts. | G | P | PF  | PC  | PD   |
| -- | ----------------------- | ---- | ---- | - | - | --- | --- | ---- |
| 1. | Real Madrid             | 6    | 12   | 6 | 0 | 763 | 499 | +264 |
| 2. | Sutton & Crystal Palace | 6    | 9    | 3 | 3 | 568 | 596 | -28  |
| 3. | Federale                | 6    | 9    | 3 | 3 | 639 | 652 | -13  |
| 4. | Sporting                | 6    | 6    | 0 | 6 | 517 | 740 | -223 |

|    | Equipo       | Par. | Pts. | G | P | PF  | PC  | PD   |
| -- | ------------ | ---- | ---- | - | - | --- | --- | ---- |
| 1. | CSKA Moscú   | 6    | 12   | 6 | 0 | 700 | 487 | +213 |
| 2. | Alvik        | 6    | 9    | 3 | 3 | 539 | 569 | -30  |
| 3. | Playhonka    | 6    | 8    | 2 | 4 | 472 | 556 | -85  |
| 4. | Wisła Kraków | 6    | 7    | 1 | 5 | 495 | 594 | -99  |

|    | Equipo               | Par. | Pts. | G | P | PF  | PC  | PD  |
| -- | -------------------- | ---- | ---- | - | - | --- | --- | --- |
| 1. | Maes Pils            | 6    | 11   | 5 | 1 | 445 | 393 | +52 |
| 2. | Tours                | 6    | 9    | 3 | 3 | 553 | 540 | +13 |
| 3. | Shopping Centre Wien | 6    | 8    | 2 | 4 | 523 | 534 | -11 |
| 4. | Kinzo Amstelveen     | 6    | 8    | 2 | 4 | 488 | 542 | -54 |

|    | Equipo           | Par. | Pts. | G | P | PF  | PC  | PD  |
| -- | ---------------- | ---- | ---- | - | - | --- | --- | --- |
| 1. | Maccabi Elite    | 6    | 11   | 5 | 1 | 542 | 470 | +72 |
| 2. | Sinudyne Bologna | 6    | 9    | 3 | 3 | 496 | 482 | +14 |
| 3. | Dinamo București | 6    | 8    | 2 | 4 | 505 | 509 | -4  |
| 4. | Olympiacos       | 6    | 8    | 2 | 4 | 449 | 531 | -82 |

|    | Equipo                 | Par. | Pts. | G | P | PF  | PC  | PD   |
| -- | ---------------------- | ---- | ---- | - | - | --- | --- | ---- |
| 1. | Spartak-Zbrojovka Brno | 4    | 7    | 3 | 1 | 372 | 334 | +138 |
| 2. | Partizan               | 4    | 6    | 2 | 2 | 400 | 376 | +24  |
| 3. | Academic               | 4    | 5    | 1 | 3 | 336 | 398 | -62  |
| 4. | Al-Gezira*             | 0    | 0    | 0 | 0 | 0   | 0   | 0    |

## Fase de semifinales
|  | Dos primeros avanzan a la final |

|    | Equipo                 | Par. | Pts. | G | P  | PF  | PC  | PD   |
| -- | ---------------------- | ---- | ---- | - | -- | --- | --- | ---- |
| 1. | Mobilgirgi Varese      | 10   | 17   | 7 | 3  | 871 | 788 | +83  |
| 2. | Maccabi Elite          | 10   | 16   | 6 | 4  | 698 | 699 | -1   |
| 3. | CSKA Moscú             | 10   | 16   | 6 | 4  | 869 | 788 | +81  |
| 4. | Real Madrid            | 10   | 16   | 6 | 4  | 998 | 936 | +62  |
| 5. | Maes Pils              | 10   | 15   | 5 | 5  | 743 | 839 | -96  |
| 6. | Spartak-Zbrojovka Brno | 10   | 10   | 0 | 10 | 740 | 869 | -129 |

## Final
| 7 de abril de 1977 | Maccabi Elite                  | 78–77       | Mobilgirgi Varese             | |  |
|                    | Parciales: 39-30, 39–47        |             |                               | |  |
|                    | Estadísticas Jim Boatwright 26 | Reporte Pts | Estadísticas 21 Dino Meneghin | Pabellón: Pionir Hall, Belgrado Asistencia: 6.000 espectadores Árbitros: Peter van der Willige (NED), David Turner (ENG) |  |

| Campeón de la Copa de Europa 1976–77 |
| ------------------------------------ |
| Maccabi Elite 1.er título            |